# Folembe
Folembe est l’un des villages de la municipalité d’Alou, située dans le département de Lebialem, dans la Région du Sud-Ouest du Cameroun. Cette localité est proche de Fowando, Fotabong I, Foto Ndonchwet, Nkong et Bellua .

## Cartes et images satellite
- Mapcarta .